# Simone Katrin Paul
Simone Katrin Paul (* 19. November 1966 in Güstrow) ist eine deutsche Schriftstellerin und Übersetzerin, die vor allem für die Veröffentlichung von Lyrik bekannt ist.

## Leben und Werk
Simone Katrin Paul wurde 1966 in Güstrow geboren. Zuerst studierte sie von 1988 bis 1991 am Deutschen Literaturinstitut in Leipzig. Anschließend absolvierte sie von 1991 bis 1996 ein Studium der Theaterwissenschaft an der Universität Leipzig. Danach erfolgte ihr Umzug nach Berlin, wo sie an verschiedenen Theatern als Dramaturgin arbeitete.
Seit 1992 veröffentlicht sie Gedichtbände und lyrische Prosa. Paul liest regelmäßig im Rahmen von Kulturveranstaltungen aus ihren Werken. 1998 übersetzte sie Sämtliche Sonette von William Shakespeare aus dem Englischen.
Heute lebt und arbeitet Simone Katrin Paul in Berlin.

## Auszeichnungen
- 1995: Stipendium der Konrad-Adenauer-Stiftung
- 1996: Stipendium der Stiftung Kulturfonds
- 2001: Stipendium der Konrad-Adenauer-Stiftung

## Publikationen
- 1992: Femme Being, (Gedichte), Berlin: Ed. Maldoror
- 1995: Fischerkönig, (Gedichte), Berlin: Ed. Maldoror
- 1996: Mythena, (Gedichte und Prosa), Berlin: Ed. Maldoror
- 1998: Verbranntes Theater, (Gedichte), Berlin: Ed. Maldoror
- 2000: Mozartner Mond, (Gedichte), Berlin: Ed. Maldoror
- 2001: Katalien, (Gedichte), Heidelberg: Manutius-Verlag
- 2002: Erhörter Jaguar, (Gedichte), Heidelberg: Manutius-Verlag
- 2010: Sinnflutend, (Gedichte), Berlin: Ed. Maldoror

## Übersetzung
- 1998: Sämtliche Sonette Shakespeare, (Gedichte), Zürich; München: Pendo